# Москворецкие ворота
Москворецкие (Спасские, Водяные) ворота — несохранившиеся ворота Китайгородской стены. Также, как и Воскресенские ворота, были двухпролётными, но были покрыты на два или четыре ската, без надстроек. Основное название — по Москве-реке, также как и Водяные, а Спасские — по располагавшейся поблизости Спасской часовне. 
Построены в 1535—1538 годах, как и вся Китайгородская стена. Снесены в 1813 году, а кирпичи и камень использованы для починки стен Кремля. Также был снесён участок, примыкающий к Кремлёвской стене, но участки в квартале Васильевского спуска были снесены при реконструкции в 1930-х годах.